# Zhang Peilun
 (novembre 2012).
Zhang Peilun (張佩綸) (24 novembre 1848 – 4 février 1903) est un commandant des forces navales chinoises pendant la guerre franco-chinoise.

## Enfance
Zhang Peilun est né à Hangzhou le 24 novembre 1848. Son père, Zhang Yintang (張印塘, 1797–1854), était un fonctionnaire qui est mort quand Zhang Peilun était enfant. Zhang était un enfant brillant et studieux. Après avoir passé l'examen provincial impérial à l'âge de 23 ans, puis celui des villes à 24 ans, il entre au gouvernement sous la tutelle de Li Hongzao (李鴻藻, mort en 1897) et grimpe rapidement les échelons.

## Vues politiques
Zhang Peilun était un membre important de ce qu'on a appelé le « Parti Puritain » (清流黨), fondé par Zhang Zhidong (張之洞), un groupe extrémiste qui organisait la résistance contre les Français dans le nord du Vietnam dans les années 1880. 

## La bataille de Fuzhou
Peu de temps avant le début de la guerre franco-chinoise, Zhang Peilun est responsable de la défense de la province du Fujian. Sa flotte est vaincue et presque entièrement détruite par l'escadre française d'Extrême-Orient, commandée par l'amiral Amédée Courbet à la bataille de Fuzhou, le 23 août 1884.
Zhang Peilun n'avait pas fait d'efforts suffisants pour coordonner la résistance de la flotte du Fujian, alors sous les ordres de l'impératrice douairière  Cixi. Il est remplacé par le général vétéran Zuo Zongtang (左宗棠), condamné à l'exil et doit servir comme simple soldat à Zhangjiakou, une ville du Dongbei.

## Retour d'exil
Après être retourné à Pékin, Zhang Peilun trouve un travail de secrétaire chez son ennemi politique, Li Hongzhang. Li est très impressionné par Zhang et l'encourage à se marier avec Li Juou (李菊藕, 1866–1912), l'aînée de ses sœurs, et cela malgré la différence d'âge et l'opposition de la mère de Li Juou.
Par contre, Li Hongzhan a toujours refusé d'aider Zhang à faire une nouvelle entrée dans la vie publique, car Zhang avait des ambitions littéraire. Li et sa famille déménagent à Nankin après le mariage et Zhang, avec l'aide de sa femme, commence à publier les différents écrits de son exil. Le couple coécrit un livre de cuisine et un roman d'art martiaux.
En 1903, Zhang meurt à Nankin, à l'âge de 54 ans. Sa femme meurt neuf ans plus tard et ils sont incinérés ensemble. Leurs tombes ont été ouvertes et saccagées pendant la révolution culturelle, cinquante ans plus tard.

## Famille
Zhang Peilun s'est marié trois fois et a trois fils et une fille. 
Lui et sa première femme, Zhu Zhixiang (朱芷薌, morte en 1879), ont eu deux fils ensemble, Zhang Zhicang (張志滄, mort en bas âge) et Zhang Zhiqian (張志潛, né en 1879). Après la mort de sa première femme, il s'est remarié mais sa seconde femme, Bian Cuiyu (邊粹玉), est morte en 1886, pendant qu'il était en exil. En 1888, il a épousé Li Juou. Ce troisième mariage fut heureux et engendra un fils et une fille, Zhang Zhiyi (張志沂, 1896–1953) et Zhang Maoyuan (張茂淵, 1898–1991).
La fille de Zhang Zhiyi (donc petite-fille de Zhang Peilun), Zhang Ailing, est l'une des plus fameuses écrivaines chinoises du XXe siècle.

### Sources et bibliographie
- (en) L. Chere, The Diplomacy of the Sino-French War (1883–1885) : Global Complications of an Undeclared War, Notre Dame, Indiana, 1988 ;
- (en) L. Eastman, Throne and Mandarins : China's Search for a Policy during the Sino-French Controversy, Stanford, 1984 ;
- (zh) Lung Chang [龍章], Yueh-nan yu Chung-fa chan-cheng [越南與中法戰爭, Vietnam and the Sino-French War], Taipei, 1993 ;